# Abu Dhabi Investment Council
Das Abu Dhabi Investment Council (ADIC; arabisch مجلس أبو ظبي للاستثمار, DMG Maǧlis Abū Ẓaby li-l-Istiṯmār) ist einer der Staatsfonds der Regierung von Abu Dhabi. Er nahm im April 2007 als Spin-off der Abu Dhabi Investment Authority (ADIA) seinen Betrieb auf. ADIC ist für die Anlage der staatlichen Überschüsse verantwortlich und strebt positive Kapitalrenditen durch diversifizierte Anlageklassen und aktive Investitionen an.
Im März 2018 erließ der Exekutivrat von Abu Dhabi ein Gesetz zur Reorganisation des ADIC und schlüsselte die Organisation unter die Eigentümerschaft von Mubadala.

## Geschichte
Der Abu Dhabi Investment Council wurde 2007 von der ADIA abgespalten und übernahm alle lokalen Tochtergesellschaften, die zuvor der ADIA gehörten, darunter die Abu Dhabi Commercial Bank, die National Bank of Abu Dhabi und die Abu Dhabi Investment Company (Invest AD).
Seit 2013 hat es seinen Sitz in den Al Bahr Towers.
Im März 2018 erließ der Exekutivrat von Abu Dhabi ein Gesetz zur Reorganisation des ADIC unter der Eigentümerschaft von Mubadala.